# Chaetellipsis atrata
Chaetellipsis atrata är en tvåvingeart som beskrevs av Hardy 1973. Chaetellipsis atrata ingår i släktet Chaetellipsis och familjen borrflugor. Inga underarter finns listade i Catalogue of Life.